# 골든스타 은행
골든스타 은행(Golden Star Bank)은 오스트리아 빈에 있었던 조선민주주의인민공화국의 은행이었다. 1982년 조선대성은행이 세웠으며, 폐업 당시를 기준으로 약 1500만 유로의 자산을 갖고있는 것으로 알려져 있었다. 또한 조선민주주의인민공화국의 39호실이 벌인 각종 사업과 연관이 있다고 예상됐다.
2002년 8월 빈에서 50여 km 떨어진 슬로바키아 브라티슬라바의 아파트에 살던 조선민주주의인민공화국 출신 부부의 집을 조사하던 슬로바키아 경찰은 조선민주주의인민공화국이 이집트에 미사일 기술을 판매한 것과 연관된 수백 달러 어치의 송장을 발견했다. 한때 주이집트 조선민주주의인민공화국 대사관에서 경제자문관으로 일한 바 있는 김금진과 그의 아내인 리선희로 밝혀진 이들 부부는 2001년 3월 슬로바키아 브라티슬라바에 뉴 월드 트레이딩 슬로바키아(New World Trading Slovakia)라는 회사를 세우고 무기 거래를 한 정황이 포착됐으며, 이 과정에서 골든스타 은행이 무기 거래를 지원했다는 의혹을 받았다. 또한 골든스타 은행은 39호실의 유령회사인 대성그룹과 그 산하 기관인 금강무역이 무장요원을 동원해 조선민주주의인민공화국 전역의 금광에서 캐낸 뒤 빈으로 옮긴 금을 파는 역할을 맡았다는 의혹이 제기됐다. 2003년 오스트리아 내무부는 골든스타 은행이 간첩 행위와 돈세탁, 위조지폐의 유통, 방사성 물질의 불법거래 등에 관여하고 있다고 밝혔으며, 7월과 8월에는 오스트리아 재무부와 은행 감독 기관이 골든스타 은행에 대해 특별감사를 실시했으나 조사 결과 법을 위반한 혐의가 발견되지 않았고 골든스타 은행의 대변인은 오스트리아 측의 조사를 비난했다.
2002년 이후로 정상적인 영업을 하지 않던 골든스타 은행은 2003년 말부터 오스트리아의 은행들과의 모든 거래를 끝냈으며, 2004년 2월에는 거래를 중지했고 6월 말 자발적으로 은행 면허를 오스트리아 정부에 반납하며 폐업했다. 위키리크스가 케이블게이트를 통해 유출한 바에 따르면 2007년 당시 미국 국무부 장관은 조선민주주의인민공화국이 스위스에 골든스타 은행을 다시 세우려 할지도 모른다는 우려를 나타냈다.

## 같이 보기
- 조선대성은행
- 방코델타아시아
- 오스트리아-조선민주주의인민공화국 관계